# 张雍耿
张雍耿（1917年—1994年），福建宁化人，中国人民解放军将领、中国人民解放军少将。
毕业于解放军高等军事学院。1975年，接替黄立清，担任沈阳军区空军政治委员。1976年，由许乐夫接任。1978年，接替王平水，担任济南军区空军政治委员。1955年，授中国人民解放军少将军衔。